# Pseudotropheus minutus
Pseudotropheus minutus är en fiskart som beskrevs av Fryer, 1956. Pseudotropheus minutus ingår i släktet Pseudotropheus och familjen Cichlidae. IUCN kategoriserar arten globalt som livskraftig. Inga underarter finns listade i Catalogue of Life.